# Patrick Graham (politico)
Patrick Graham (... – Augusta, 30 maggio 1755) è stato un politico britannico.

## Biografia
Poco è noto di Graham prima del suo insediamento, se non che era un residente di Augusta, in Georgia.
Alla morte improvvisa del governatore Henry Parker il Consiglio di Amministrazione georgiano designò Graham al suo posto; la Georgia si trovava in quel momento in una posizione delicata, sotto la pressione degli attacchi da parte dei nativi americani e degli spagnoli, e l'incarico di Graham era inteso come provvisorio fino alla nomina di un vero e proprio governatore che potesse gestire adeguatamente la colonia.
Solo dopo un anno e mezzo tuttavia re Giorgio II nominò John Reynolds nuovo governatore, il primo di diretto incarico regio. La decisione divenne esecutiva il 21 luglio, anche se Graham rimase di fatto in carica fino all'arrivo di Reynolds nella colonia il 29 ottobre successivo; andato a riceverlo al porto di Savannah, Graham rimise allora nelle sue mani l'incarico e si ritirò.
Morì l'anno successivo ad Augusta.